# Jarosław Sielużycki

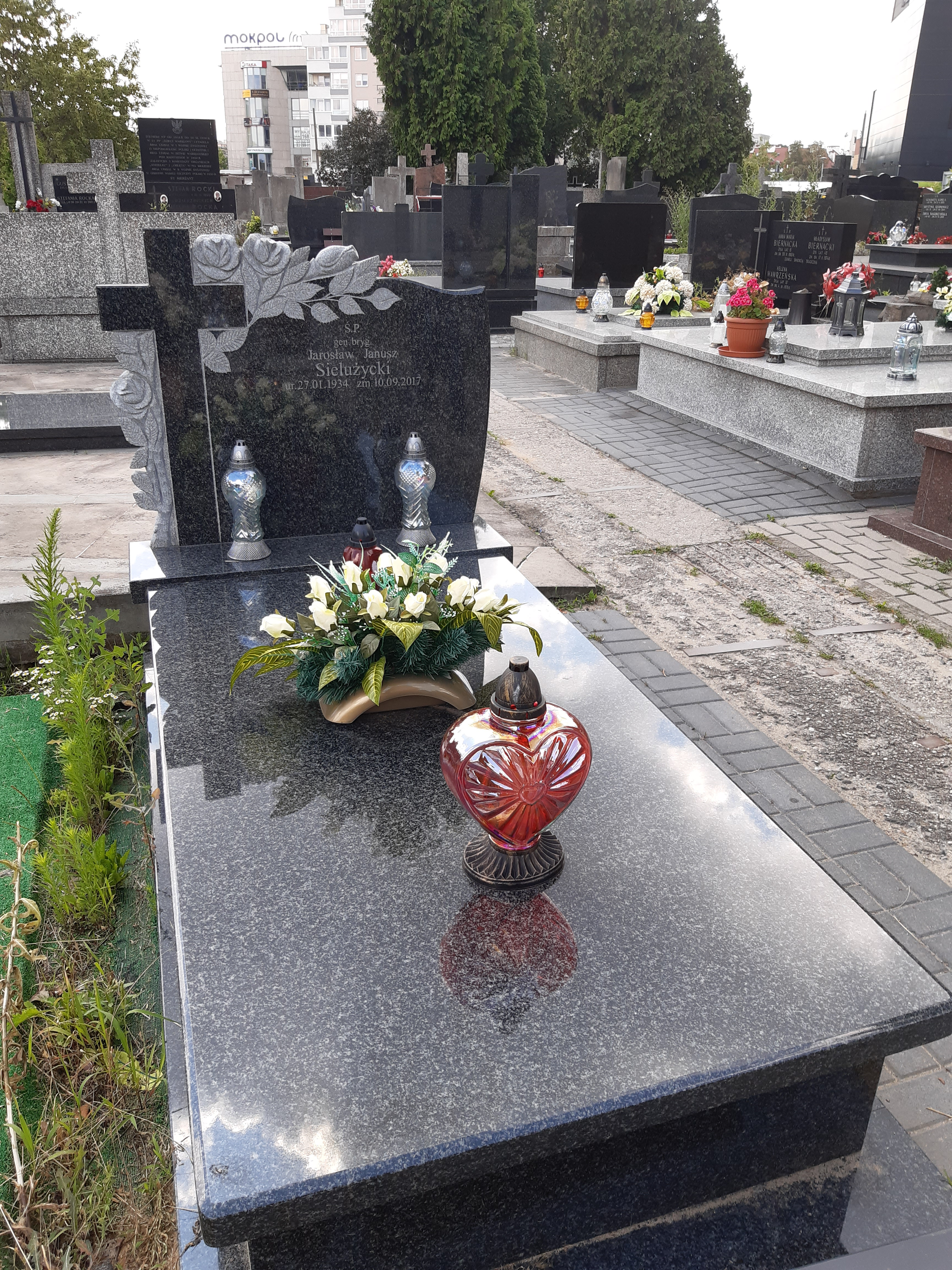
Grób Jarosława Sielużyckiego na Cmentarzu Czerniakowskim

Jarosław Janusz Sielużycki (ur. 27 stycznia 1934, zm. 10 września 2017) – generał brygady WP.

## Życiorys
1952-1954 elew Oficerskiej Szkoły Wojsk Pancernych w Poznaniu, potem technik czołgowy 17 batalionu czołgów 10 Dywizji Pancernej w Opolu w stopniu podporucznika (1956 mianowany porucznikiem). 1955-1961 studiował w WAT w Warszawie, po czym został kapitanem i starszym pomocnikiem kierownika sekcji technicznej 14 Pułku Czołgów w Braniewie. 1964-1967 pomocnik dowódcy 32 Pułku Zmechanizowanego w Kołobrzegu, a 1967-1969 zastępca dowódcy tego pułku w stopniu majora. 1970-1971 szef służby czołgowo-samochodowej 8 Dywizji Zmechanizowanej, od 1971 podpułkownik i szef Służb Technicznych - zastępca dowódcy 20 Dywizji Pancernej ds. technicznych w Szczecinku. Od 1977 pułkownik, 1982-1985 szef Służby Czołgowo-Samochodowej Dowództwa Pomorskiego Okręgu Wojskowego w Bydgoszczy, później szef sztabu służb technicznych tego okręgu. 1985-1989 szef służb technicznych - zastępca dowódcy Warszawskiego Okręgu Wojskowego ds. technicznych. Jesienią 1988 mianowany generałem brygady; nominację wręczył mu w Belwederze gen. Wojciech Jaruzelski. 1989-1992 szef Służby Czołgowo-Samochodowej Głównego Inspektoratu Techniki WP, a 1992-1994 szef Zarządu XV Sztabu Generalnego WP. Od 1994 w stanie spoczynku.

## Odznaczenia
- Krzyż Komandorski Orderu Odrodzenia Polski (1993)
- Krzyż Oficerski Orderu Odrodzenia Polski
- Krzyż Kawalerski Orderu Odrodzenia Polski
- Złoty Medal „Siły Zbrojne w Służbie Ojczyzny”
- Srebrny Medal Siły Zbrojne w Służbie Ojczyzny
- Brązowy Medal Siły Zbrojne w Służbie Ojczyzny
- Złoty Medal „Za zasługi dla obronności kraju”
- Srebrny Medal Za zasługi dla obronności kraju
- Brązowy Medal Za zasługi dla obronności kraju